# Hets (musikgrupp)
Hets! var en svenskt band bildat 2006 bestående av Markus Krunegård (sång & gitarr), Henrik Svensson (gitarr och kör), Christoffer Roth (bas och kör) och Per Nordmark (trummor och kör). Samma år som bandet bildades släppte de även sitt självbetitlade debutalbum på sitt eget skivbolag Etikett: Hets.
Det inledande spåret på skivan förekommer även som vinjett till ungdomsprogrammet Hasses brorsas låtsassyrras kompis. 
Bandet bröt upp 2007. Gruppen återförenades tillfälligt 11 november 2012 som en mellanakt under Krunegårds konsert på Cirkus, Stockholm.

## Hets (album)
1. "Hasses brorsas låtsassyrras kompis fest"
2. "Napalm på Östermalm"
3. "Neråt bakåt"
4. "Trist javisst"
5. "Du är också dum"
6. "Älskad är inget jag vill bli"
7. "Ulf"
8. "Gud va bra"
9. "2006."
10. "Mamma jag förstör"
11. "Förlåt"